# US Ouagadougou
US Ouagadougou (Union sportive de Ouagadougou) ist ein Fußballverein in Ouagadougou, der Hauptstadt von Burkina Faso.
Der in Rot und Weiß spielende Klub wurde im Juli 1961 von Jean-Pierre Yaméogo gegründet und konnte bisher zweimal die nationale Meisterschaft (1967, 1983) und einmal den Pokalwettbewerb (2005) gewinnen. USO hat seine Wurzeln im Stadtteil Larlé.
Als Pokalsieger nahm USO 2006 am CAF Confederation Cup teil, schied aber in der ersten Runde gegen ES Zarzis (Tunesien) aus. Im Pokalfinale 2007 unterlag das Team Racing Club Bobo-Dioulasso mit 1:2.
Am 27. September 2008 wurde der ehemalige Nationalspieler Clément Yaméogo zum neuen Präsidenten des Exekutivbüros gewählt. Er ist Nachfolger von Félix Tiemtarboum.

## Statistik in den CAF-Wettbewerben
| Wettbewerb                 | Runde         | Gegner                | Hinspiel | Rückspiel |  |
| -------------------------- | ------------- | --------------------- | -------- | --------- |  |
|                            |               |                       |          |           |  |
| CAF Champions Cup 1968     | Qualifikation | Secteur 6 Niamey      | 1:1 (A)  | 3:1 (H)   |  |
|                            | 1. Runde      | Etoile Filante Lomé   | 1:4 (H)  | 0:2 (A)   |  |
| CAF Champions Cup 1984     | Qualifikation | AS Dragons de l’Ouémé | 0:2 (H)  | 1:3 (A)   |  |
| CAF Confederation Cup 2006 | Qualifikation | ES Zarzis             | 0:2 (A)  | 0:0 (H)   |  |
| CAF Confederation Cup 2009 | Qualifikation | ASC Diaraf            | 0:0 (H)  | 1:1 (A)   |  |
|                            | 1. Runde      | Aigle Royal Menoua    | 2:1 (H)  | 0:2 (A)   |  |